# Айслебен
Айслебен (нім. Eisleben), офіційно Лютерштадт-Айслебен (нім. Lutherstadt Eisleben), — місто в Німеччині, розташоване в землі Саксонія-Ангальт. Входить до складу району Мансфельд-Зюдгарц.
Площа — 143,81 км2. Населення становить 22 404 ос. (станом на 31 грудня 2021).
В Айслебені народилися Мартін Лютер і його сподвижник Йоганн Агрікола.

## Історія
В 1933 р. одна з гімназій Айслебена піддалася нападу штурмовиків, що увійшло в історію як кривава неділя.

## Галерея

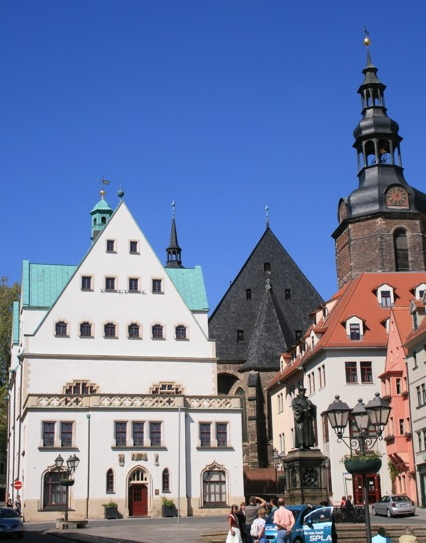
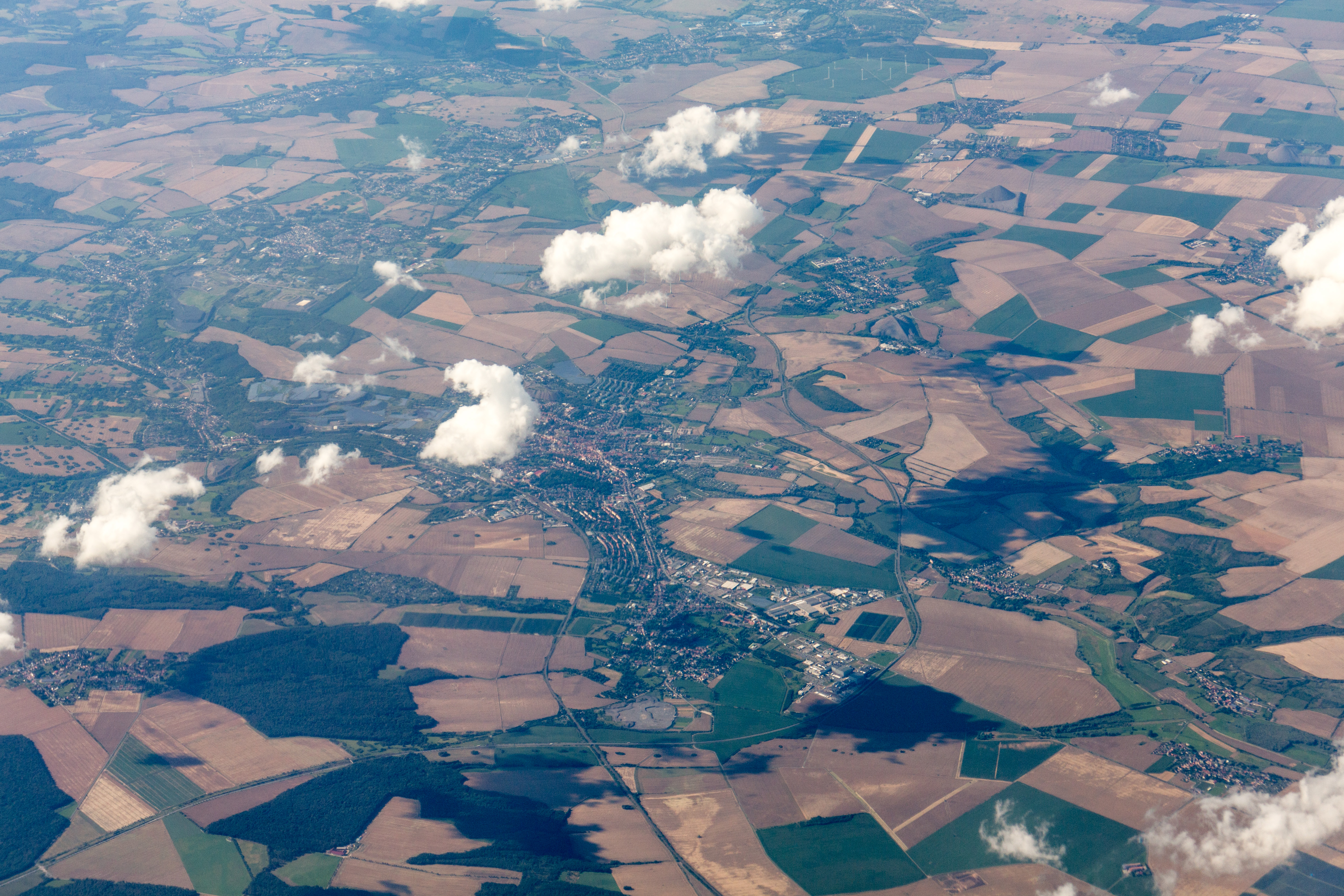
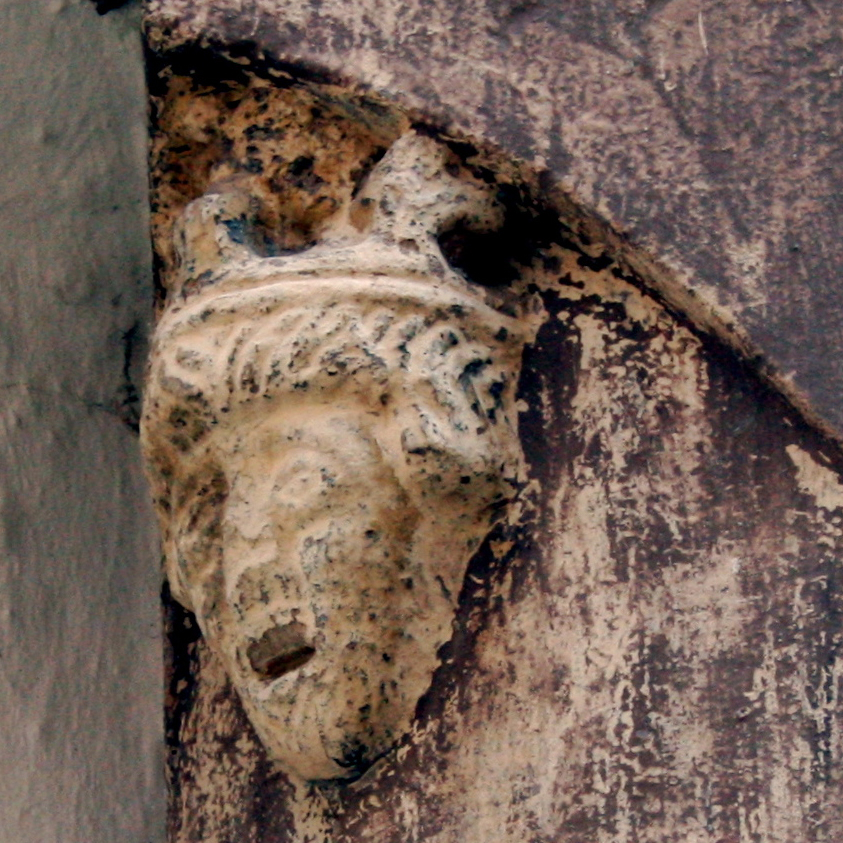
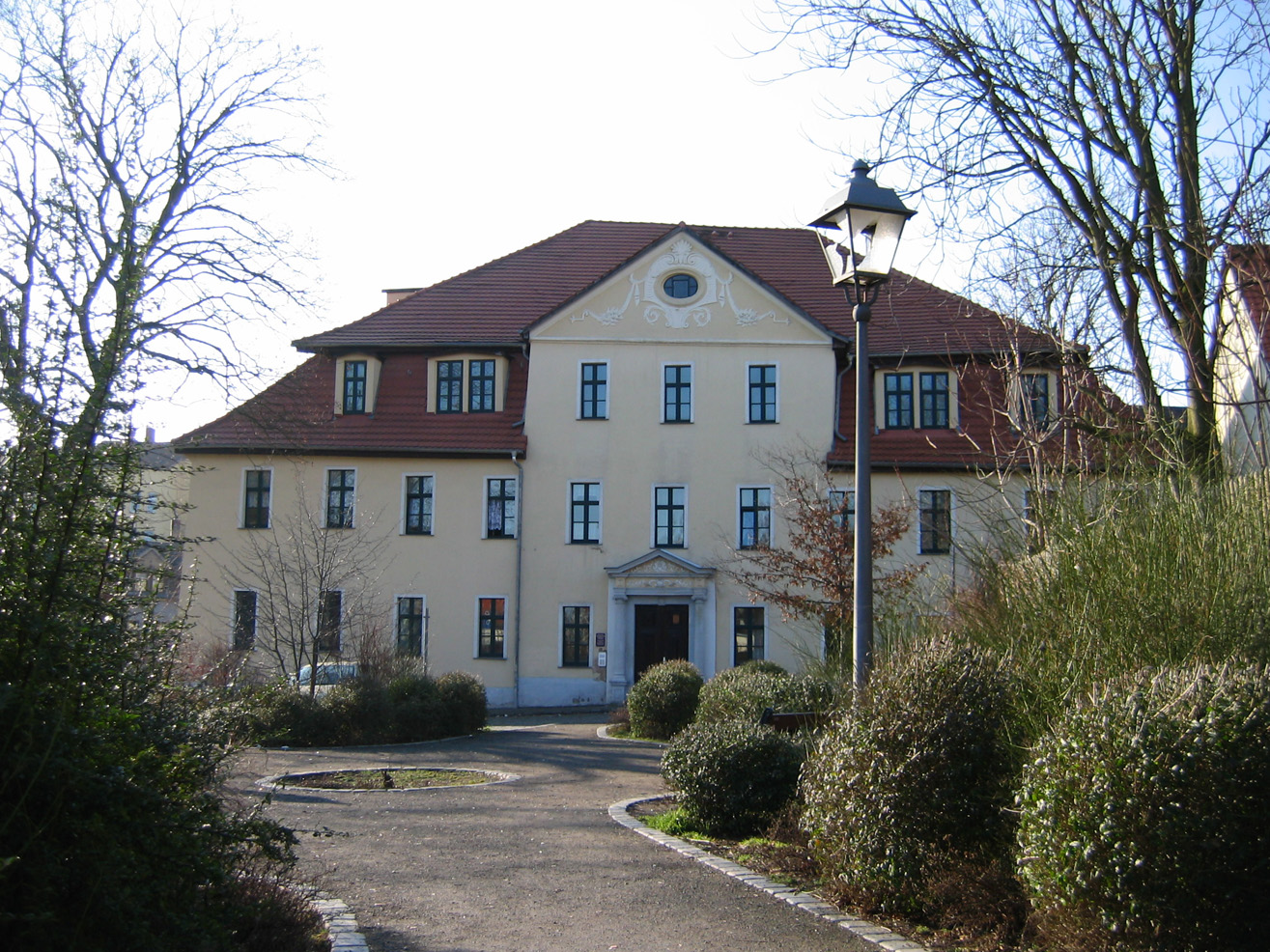